# G7-Gipfel in Williamsburg 1983
Der G7-Gipfel in Williamsburg 1983  war das 9. Gipfeltreffen der Regierungschefs der Gruppe der Sieben. Das Treffen fand unter dem Vorsitz des amerikanischen Präsidenten Ronald Reagan vom 28. bis 30. Mai 1983 statt.

## Teilnehmer

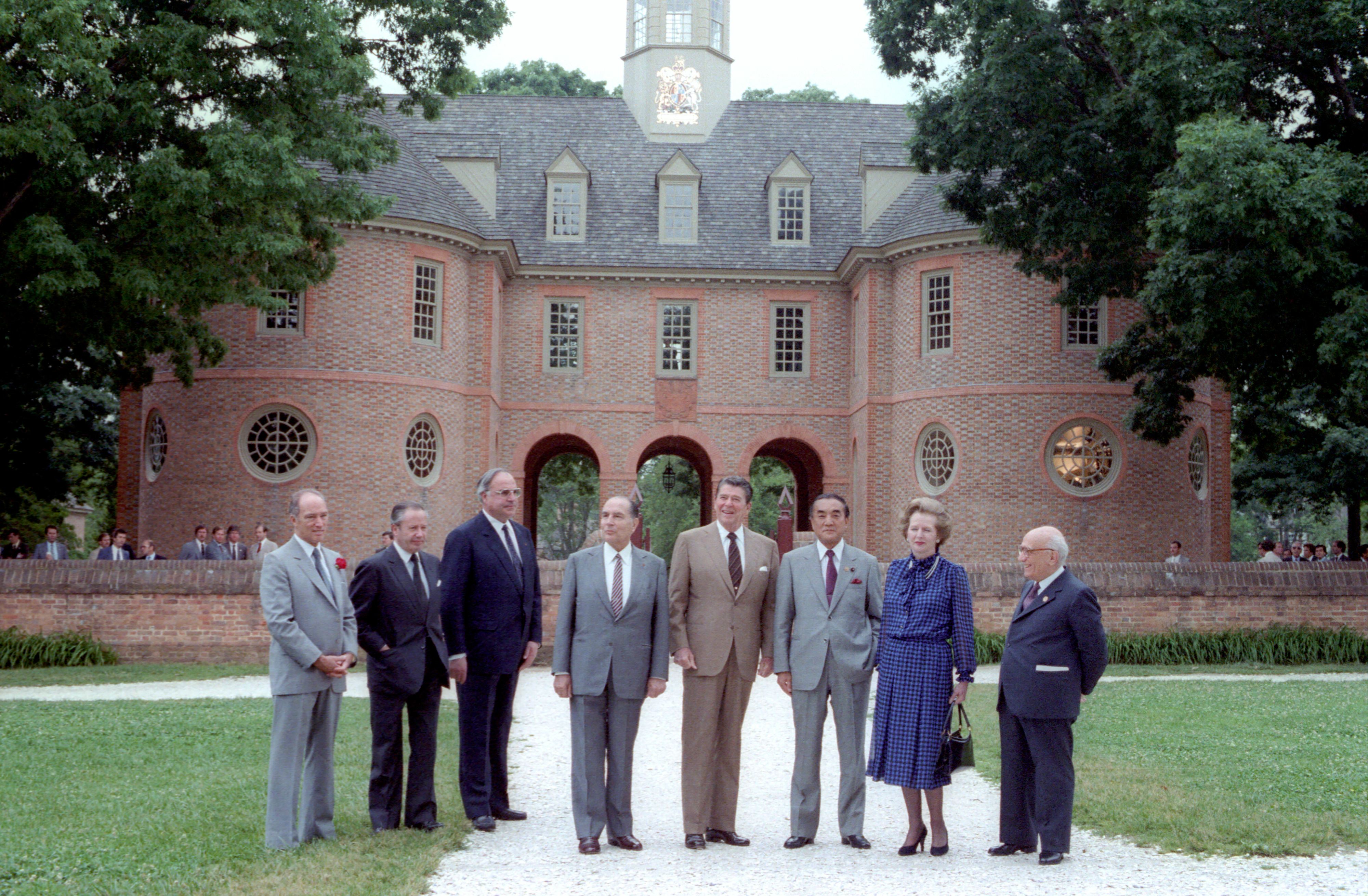
Familienfoto des G7-Gipfels 1983

| Bundesrepublik Deutschland          | Helmut Kohl           |
| Frankreich                          | François Mitterrand   |
| Italien                             | Amintore Fanfani      |
| Japan                               | Yasuhiro Nakasone     |
| Kanada                              | Pierre Elliot Trudeau |
| Vereinigte Staaten von Amerika      | Ronald Reagan         |
| Vereinigtes Königreich              | Margaret Thatcher     |
| Europäische Wirtschaftsgemeinschaft | Gaston Thorn          |